# Y Ferwig
Y Ferwig är en community i Storbritannien.   Den ligger i kommunen Ceredigion och riksdelen Wales, i den södra delen av landet, 300 km väster om huvudstaden London. Antalet invånare är 1 180.